# Stefan Opara
Stefan Witold Opara (ur. 2 września 1945 w Salachowym Borze) – polski filozof, politolog, profesor nauk humanistycznych.

## Życiorys
W 1968 ukończył w Uniwersytecie Warszawskim studia na kierunku psychologia. W 1985 otrzymał tytuł naukowy profesora nauk humanistycznych. Po X Zjeździe PZPR w 1986 roku wszedł w skład Rady Redakcyjnej organu teoretycznego i politycznego KC PZPR Nowe Drogi.
Jest profesorem zwyczajnym w Instytucie Nauk Politycznych Wydziału Nauk Społecznych Uniwersytetu Warmińsko-Mazurskiego w Olsztynie oraz nauczycielem akademickim Akademii Humanistycznej im. Aleksandra Gieysztora w Pułtusku.

## Wybrane publikacje
- Byt społeczny i świadomość społeczna, Warszawa: Wyższa Szkoła Nauk Społecznych przy KC PZPR, 1983.
- Filozofia. Współczesne kierunki i problemy. Podręcznik akademicki, Warszawa: Wyższa Szkoła Społeczno-Ekonomiczna, Fundacja "Innowacja", 1999.
- Jaki socjalizm?, Warszawa: "Książka i Wiedza", 1989.
- Marksizm a religijność, Warszawa: "Książka i Wiedza", 1980.
- Nauka W. I. Lenina o socjalizmie i jej znaczenie dla budownictwa socjalistycznego w PRL, Warszawa: "Książka i Wiedza", 1980.
- O przedmiocie i funkcjach filozofii, Warszawa: WSNS, 1981.
- Podstawowe kategorie polityki, Olsztyn: Instytut Nauk Politycznych Uniwersytetu Warmińsko-Mazurskiego, 2005.
- Podstawy filozofii, Olsztyn: Uniwersytet Warmińsko-Mazurski. Wydaw., 1999, 2001, 2003, 2009.
- Podstawy filozofii współczesnej, Pułtusk: Akademia Humanistyczna im. Aleksandra Gieysztora, 2009.
- Podstawy naukowego światopoglądu, Warszawa: Wydaw. Ministerstwa Obrony Narodowej, 1979.
- Racjonalizm, humanizm, świeckość w tradycji polskiej, Warszawa: "Książka i Wiedza", 1983.
- Studia z filozofii społecznej Renesansu i Oświecenia, Warszawa: ANS, 1985.
- Świadomość i socjalizm. Szkice ideologiczne, Warszawa: Krajowa Agencja Wydawnicza, 1981.
- Tyrania złudzeń. Studia z filozofii polityki, Warszawa: Warszawskie Wydawnictwo Literackie Muza, 2009.
- Wiedza o społeczeństwie. Podstawowe pojęcia, Warszawa: Wydawnictwa Szkolne i Pedagogiczne, 1987.
- Wstęp do filozofii współczesnej, Olsztyn: Wyższa Szkoła Pedagogiczna, 1994.
- Wybrane teksty z historii myśli społecznej (red.), Warszawa: WSNS, 1983.
- Z postępowych tradycji polskiej myśli społecznej. Materiały pomocnicze (red.), Warszawa: ANS, 1985.
- Z problemów recepcji marksizmu w Polsce (red.), Warszawa: ANS, 1989.
- Z zagadnień materializmu historycznego, Warszawa: "Książka i Wiedza", 1978.
- Z zagadnień współczesnej aksjologii, Olsztyn: Wyższa Szkoła Pedagogiczna, 1996.
- Z zagadnień wyższości socjalizmu nad kapitalizmem. Materiały pomocnicze do szkolenia partyjnego, Warszawa: "Książka i Wiedza", 1978.
- Zarys teorii indywidualnej religijności, Warszawa: "Książka i Wiedza", 1975[1].

## Nagrody
- Nagroda „Trybuny Ludu” (1983)[5]